# تيري ميله كراس (باركشير)
تيري ميله كراس (بالإنجليزية: Three Mile Cross)‏ هي قرية تقع في المملكة المتحدة في جنوب شرق إنجلترا.